# Pierre Chanoz
Pierre Chanoz est un homme politique français né le 31 mars 1863 à Morestel (Isère) et décédé le 11 décembre 1923 à Morestel.
Propriétaire terrien et exploitant agricole, il est maire de Morestel et conseiller général en 1894. Il est député de l'Isère de 1900 à 1914, inscrit au groupe de la Gauche radicale-socialiste. 

## Sources
- « Pierre Chanoz », dans le Dictionnaire des parlementaires français (1889-1940), sous la direction de Jean Jolly, PUF, 1960 [détail de l’édition]